# Deux dimensions
 (février 2021).
Si vous disposez d'ouvrages ou d'articles de référence ou si vous connaissez des sites web de qualité traitant du thème abordé ici, merci de compléter l'article en donnant les références utiles à sa vérifiabilité et en les liant à la section « Notes et références ».

Un système de coordonnées cartésiennes en deux dimensions.

Deux dimensions, bidimensionnel ou 2D sont des expressions qui caractérisent un espace qui peut être décrit avec deux coordonnées.
Le plan et la sphère sont des espaces à deux dimensions.

## Généralités
Le terme « dimension » a une signification plus ou moins large selon le contexte ; mais l'expression « à deux dimensions » n'est pas ambigüe. Elle désigne une grandeur qui doit être décrite par exactement deux nombres.
Les cases du jeu de l'oie forment un espace à une dimension : on désigne une case par son numéro d'ordre, de la première à la dernière.
Les cases du jeu de dames forment un espace à deux dimensions : on designe une case par le numéro de la ligne et celui de la colonne où elle se trouve.
En informatique, comme en gestion et en statistiques, un tableau à deux dimensions est une structure de données dans laquelle on peut accéder à une valeur par deux indices — ligne et colonne sur un tableau écrit. Ces tableaux peuvent constituer des matrices, dites aussi à deux dimensions.
Il faut que ces nombres, qui décrivent l'espace, puissent s'ajouter. On ne peut ajouter que des grandeurs de même nature. En physique, le terme dimension peut désigner ces classes de grandeurs dans l'analyse dimensionnelle. Dans l'expression « espace à deux — ou à trois — dimensions », il s'agit de la longueur.
L'espace, tel que nous le percevons, a trois dimensions : longueur, largeur et hauteur. Sa représentation à plat n'en a que deux : longueur et largeur. C'est aussi le cas de la surface de la sphère, sur laquelle il suffit de deux valeurs — latitude et longitude par exemple — pour repérer un point par rapport à un autre.

## Mathématiques
La géométrie euclidienne définit des espaces où les relations entre les longueurs sont linéaires. Avec deux dimensions, cet espace est le plan.
Dès le 17e siècle, la cartographie doit représenter un espace conçu comme sphérique, la surface de la Terre, sur un support plat. Les théorèmes de la géométrie euclidienne s'appliquent sur la carte, mais pas sur la sphère, dès que l'aire qu'englobe la carte atteint une certaine taille. L'étude mathématique de ce problème débouche sur la géométrie sphérique.
Les recherches mathématiques ont défini plusieurs autres variétés d'espaces à deux dimensions, soit en géométrie hyperbolique, soit en géométrie elliptique.

## Esthétique
Le nombre de dimensions physiques intéresse l'esthétique en ce qu'elle classe les arts : certains s'étendent dans une seule dimension, comme la musique, d'autres dans deux, comme les arts picturaux, d'autres en trois, comme la sculpture ou la danse. La perspective s'attache à suggérer un espace à trois dimensions dans une œuvre à deux dimensions. Depuis la Renaissance, la perspective s'adjoint les mathématiques ; l'ordinateur
a rendu les calculs et constructions laborieuses de la géométrie descriptive plus maniables. Les autres options plastiques, plus éloignées du mimétisme et qui conservent plus des acquis du dessin, ont conservé de nombreux partisans.

### Graphisme
En graphisme informatique, on peut définir un objet dans un espace en trois dimensions, ses points représentatifs regroupent trois valeurs, et utiliser des algorithmes de projection pour les réduire aux deux dimensions d'un écran. On parle alors de graphisme 3D. Par opposition, lorsque les objets à représenter sont définis sur un plan, comme dans la création artistique graphique humaine, on parle de graphisme 2D.
Le graphisme 2D est la génération sur ordinateur, d'images numériques plates. Des techniques spécifiques leur sont affiliées. Le mot peut aussi bien se référer à la branche de l'informatique qui comprend ces techniques qu'aux modèles eux-mêmes.